# Vestfálské království
Vestfálské království (francouzsky Royaume de Ouestphalie, německy Königreich Westphalen) byl historický stát, který existoval v letech 1807 až 1813 na území dnešního Německa. Formálně nezávislý suverénní stát byl ve skutečnosti vazalem Francouzského císařství, ovládaný bratrem francouzského císaře Napoleona I. Jérômem. Království bylo pojmenováno po regionu Vestfálsko, ačkoliv jen malá část aktuálně ležela v této oblasti.

## Historie

Vestfálské království v rámci Rýnského spolku v roce 1812

Vestfálské království bylo vytvořeno v roce 1807 spojením území okupovaných Pruským královstvím (Hannoverské kurfiřtství, Magdeburské vévodství) a některých pruských spojenců (Brunšvicko-Wolfenbüttelsko, Hesensko-Kasselsko) po Tylžském míru. Hlavním městem byla zvolena dosavadní hesenská metropole Kassel a králův dvůr sídlil ve zdejším zámku Wilhelmshöhe, který byl přejmenován na Napoleonshöhe. Království se stalo součástí Rýnského spolku
Z Vestfálska se měl stát Napoleonův "modelový stát". Král Jérôme již 7. prosince 1807, následující den po svém prvním příjezdu do Kasselu, podepsal ústavu, která udělala z království první monarchii v Německu s moderní ústavou. Ústava zaručovala rovnost práv pro všechny obyvatele, rušila robotu, propouštěla nevolníky a zrovnoprávňovala Židy. Byl také zaveden Napoleonův občanský zákoník, metrický systém, zrušeny cechy a uvedena možnost svobodného podnikání. Jediné, co zůstalo při starém, byla omezená možnost svobodného projevu a cenzura.
V roce 1810 muselo Vestfálsko podstoupit své kraje Sever (centrum Stade) a Dolní Labe (centrum Lüneburg) Francii. Navíc muselo poskytovat císařství finanční podporu a vojenské jednotky pro probíhající války. Významné množství mužů ztratilo Vestfálsko během ruského tažení, velké ztráty zaznamenala například vestfálská garda v bitvě u Borodina.
Po porážce a ústupu Napoleona z Ruska nastal vestfálský soumrak. V září 1813 ruští kozáci obklíčili Kassel, porazili zdejší francouzskou posádku a obsadili město. Do 1. října bylo celé království obsazeno ruskými vojsky, avšak již o tři dny později se Jérôme Bonaparte vrátil s francouzskými vojáky a znovu obsadil hlavní město. Kozáci opět oblehli město. Zánik Vestfálska přišel po Napoleonově prohře v bitvě u Lipska z 19. října 1813, kdy Rusové rozpustili království a obnovili status quo z roku 1806.